# Leea tetramera
Leea tetramera là một loài thực vật hai lá mầm trong họ Nho. Loài này được Burtt miêu tả khoa học đầu tiên năm 1935.